# Prix Jean-Bouscatel
Le prix Jean-Bouscatel, de la fondation du même nom, est un ancien prix triennal de poésie, créé en 1940 par l'Académie française et « destiné à récompenser un volume de vers ou à défaut, un livre sur la poésie, sur un ou plusieurs poètes ».

## Liste des lauréats

### Années 1940
- 1940 : Alphonse Gaillard (1882-1971) pour Mon beau Jura, nouveaux échos du terroir
- 1943 : André Marcou pour Air du temps suivi de Sentiment des causes
- 1945 : Théo Martin (1895-1976) pour Pax

### Années 1950
- 1952 : Marie Delétang pour Le Soir illuminé
- 1957 : Jean Muraciole

### Années 1960
- 1960 : 
  - Germaine Gillet-Renaud pour Jusqu’au silence
  - Jean Pourtal de Ladevèze pour Auréole de l’invisible
- 1963 : Raymonde Lefèvre pour Psyché, ma sœur
- 1966 : 
  - Gaston Bourgeois (1910-1988) pour D’Écume et de Vent et Le Vitrail enchanté
  - Guy Rossi pour Bouquet d’illusions
- 1969 : Basile Vitsaxis pour Reflets

### Années 1970
- 1972 : Jean Blanchard pour Espaces
- 1975 : Jean Briance pour Poèmes de Sophie Tambour
- 1977 : Gaston Bourgeois (1910-1988) pour D’Écume et de Vent. Le vitrail enchanté

### Années 1980
- 1981 : 
  - Irène de Saint-Christol pour Visions désincarnées
  - Charles Bassu pour Poèmes sataniques
- 1984 : Michel Henry pour Soliloque
- 1987 : Yves La Prairie pour Les Solitudes habitées